# Seeschlacht von Andros
Die Seeschlacht von Andros fand während des Russisch-Österreichischen Türkenkrieges am 17. und 18. Mai 1790 in der Meerenge zwischen Kap Kafireas und der Insel Andros statt. Es standen sich die Schiffe des griechisch-russischen Offiziers Lambros Katsonis und eine osmanisch-algerische Flotte von 30 bis 32 Schiffen gegenüber. Die Schlacht endete mit einem Sieg der osmanischen Marine. Katsonis verlor fast alle seine Schiffe und war damit schwer angeschlagen. Es gelang ihm allerdings zu flüchten und eine neue Flotte aufzubauen.

## Hintergrund
Katsonis hatte 1770 an der Orlow-Revolte teilgenommen und war nach dem Zusammenbruch des griechischen Aufstandes gegen die osmanische Fremdherrschaft unter Katharina der Großen der Kaiserlich Russischen Armee beigetreten. Nach dem Ausbruch des Krieges ging er im Frühjahr 1789 nach Triest. Dort stellten ihm reiche griechische Kaufleute drei Schiffe zur Verfügung Schiffe und er heuerte eine griechische Mannschaft an, um die osmanische Marine im Ionischen Meer und der Ägäis anzugreifen. Nach seiner Ankunft in der Ägäis im Sommer 1789 beschlagnahmte er die Insel Kea als seine Basis und baute Festungsanlagen. Von hier aus unternahm Katsonis mehrere Überfälle auf osmanische Schiffe in der Nordägäis von Chalkidiki bis zu den Dardanellen, und es gelang ihm sogar eine kurze Blockade der Meerenge. Katsonis war ein angriffslustiger Kommandant, der nicht zögerte, die osmanische Marine anzugreifen, wo er nur konnte. Im Juni 1789 besiegte er eine türkische Flottille mit 14 Schiffen zwischen Syros und Mykonos und im folgenden Monat siegte er erneut zwischen Syros und Delos. Für seine Taten beförderte ihn Katherina am 24. Juli 1789 zum Oberstleutnant. Seine Flotte vergrößerte er in kürzester Zeit durch zwölf gekaperte Schiffe.
Katsonis arbeitete gelegentlich mit einer anderen russischen Flottille aus fünf staatlich finanzierten und vier griechischen Privatschiffen unter dem maltesischen Kapitän Guglielmo Lorenzo zusammen, die ebenfalls in der Ägäis operierte. Der Versuch die Privatschiffe Katsonis’ Kommando zu unterstellen, wurde von Katsonis, der auf der Unabhängigkeit beharrte, abgelehnt. Tatsächlich waren die Beziehungen zu Lorenzo so schlecht, dass Katsonis den Insulanern die Unterstützung der Flotte von Lorenzo untersagte. Viele der Besatzungsmitglieder der anderen Schiffe wechselten außerdem zu Katsonis, weil dieser eine deutlich höhere Heuer zahlte. Auch wenn eine Zusammenlegung eine weitaus schlagkräftigere Flotte ergeben hätte, kann andererseits nicht bestritten werden, wie der russische Historiker Yuri Pryakhin feststellt, dass die Flotte von Katsonis weitaus effektiver und erfahrener war als die anderen Schiffe und Katsonis als Grieche großen Anklang bei der griechischen Bevölkerung der Ägäis fand, die ihn als Helden verehrte. Lorenzo hingegen verließ trotz eines ihm zugestandenen größeren Flottenverbandes von 36 Schiffen bereits im August die Ägäis und kehrte nach Sizilien zurück, weil er die Operationen gegen die Osmanen als zu riskant empfand.
Katsonis besiegte am 4. August erneut einen Flottenverband aus osmanischen und algerischen Schiffen bei Eleni (Makronisos), sodass die osmanische Hohe Pforte sich genötigt sah, ihm von dem Dragoman der Flotte, Alexander Mavrogenes, ein Angebot unterbreiten zu lassen, das nicht nur eine volle Begnadigung vorsah, sondern auch das Recht, sich mit seinen Getreuen auf einer Insel seiner Wahl niederzulassen, die erbliche Herrschaft zu übernehmen, und 200.000 Goldmünzen.

## Verlauf
Im September 1789 segelte Katsonis mit seiner Flotte zu den ionischen Inseln unter venezianischer Kontrolle, um seine Schiffe dort überholen zu lassen und die Vorräte aufzufüllen. Im späten August erreichte die osmanische Flotte Kea and plünderte die Insel. Die Männer auf der Insel wurden getötet und die Gebäude zerstört. Im Frühjahr 1790 kehrte Katsonis nach den Reparaturen mit neun Schiffen in die Ägäis zurück. Mit an Bord waren der Klephte Androutsos und 800 seiner Männer. Gemeinsam überfiel man osmanische Schiffe in der Ägäis und stieß bis Tenedos vor, in der Hoffnung, die osmanische Flotte aufzubringen. Am 15. April erreichten sie Kea und bauten den Standort wieder auf.
Dort erreichte Katsonis die Nachricht, dass ein osmanisches Geschwader mit 19 Schiffen, darunter Fregatten und Linienschiffe, die Dardanellen passiert hatte und von Sultan Selim III. den Auftrag erhalten hatte, ihn zu jagen und zu versenken. Katsonis segelte ihnen sofort entgegen, doch ungünstige Winde verlangsamten seine Fahrt. Am 17. Mai traf seine Flotte in der Meerenge zwischen Euböa und der Insel Andros auf die osmanischen Schiffe. Zeitgenössische Quellen berichten eine unterschiedliche Anzahl von sieben oder neun Schiffen bei Katsonis, doch der griechische Schriftsteller P. Magiakos berichtete in seiner 1930 erschienenen Biografie, dass zwei der neun Schiffe wegen der ungünstigen Windverhältnisse an der Schlacht nicht teilnehmen konnten.
Die Kampfhandlungen begannen gegen Mittag und dauerten den ganzen Tag. Der Kampf verlief anfangs zugunsten der Griechen, aber in der Nacht ließ der Wind nach und Katsonis’ Schiffe konnten nicht mehr ausreichend manövrieren. Am frühen Morgen des nächsten Tages kam ein algerisches Geschwader (11 Schiffe nach dem russischen Historiker Pryakhin, 12 nach Magiakos und 13 nach einem vor kurzem entdeckten Brief von einem von Katsonis’ Männern) den Osmanen zur Hilfe. Magiakos berichtete, dass die Algerier von dem Spetsen Anargyros Hatzianargyros informiert wurden, der ein Cousin eines von Katsonis’ Offizieren war, und als Belohnung zum Bey von Spetses ernannt wurde. Die griechische Flottille geriet in ernsthafte Schwierigkeiten, weil sie nun mit über 30 Schiffen von zwei Seiten angegriffen wurde. Als den Griechen die Munition ausging, reduzierten sie die Feuerrate. Katsonis’ Schiffe waren nun einem vernichtenden Feuer ausgesetzt, die Schiffsaufbauten bald durchlöchert und viele Offiziere tot, sodass die Gegner die Schiffe entern konnten. Die Algerier übernahmen drei Schiffe, die später aufgrund der schweren Schäden sanken. Schließlich musste Katsonis sein eigenes Flaggschiff Athina tis Arktou (griechisch Αθηνά της Άρκτου) aufgrund der Schäden anzünden und konnte mit wenigen engen Freunden nur knapp entkommen.
Katsonis hatte 565 Tote und 53 Verletzte zu beklagen. Mit den verbliebenen beiden Schiffen segelte er nach Kythira. Aber auch die osmanisch-algerische Flotte hatte schwere Verluste erlitten: 3.000 Männer waren getötet oder verletzt worden. Viele Schiffe mussten nach Hause geschleppt werden und einigen Berichten zufolge sanken einige auf dem Heimweg. Dennoch war damit Katsonis’ Flotte vernichtet worden. Die osmanisch-algerische Flottille erhielt eine triumphale Begrüßung in Konstantinopel. Der griechische Kapitän Yegor Palatino, der kurz zuvor zur griechischen Flotte gestoßen und festgenommen worden war, berichtete, dass 17 Gefangene gleich aufgehängt worden seien, sechs wurden vor dem Sultan enthauptet und am nächsten Tag wurden weitere 21 getötet. Palatino selbst entkam dem Tod nur, weil der Serasker ihn kannte, weil Katsonis ihn als Kurier angesetzt hatte. Andere Besatzungsmitglieder von Katsonis, die das nahegelegene Andros erreichen konnten, wurden von den Algeriern und einigen Einheimischen gejagt und hingerichtet. Nur wenige, darunter der zukünftige Admiral des griechischen Unabhängigkeitskrieges Nikolis Apostolis, wurden von den Einheimischen versteckt und von Fischern nach Kythira geschmuggelt. Die Osmanen nahmen außerdem Kea erneut ein und zerstörten die Gebäude der Insel.

## Folgen
Mit den verbliebenen Schiffen floh Katsonis auf die ionische Insel Ithaka, wo er seine Flottille neu aufbaute und einige neue Schiffe erwerben konnte. Trotz seiner Niederlage belohnte ihn Katherina II. auf Empfehlung von Grigori Alexandrowitsch Potjomkin mit einer Beförderung zum Oberst und dem Georgskreuz 4. Klasse. Katsonis und seine Flotte blieben in der Ägäis aktiv und griffen weiter osmanische Schiffe an. Im Sommer 1791 verfügte Katsonis über 21 Schiffe. In der Zwischenzeit führten die Siege der Russen in der Schlacht von Măcin und der Seeschlacht am Kap Kaliakra zum Kriegsende. Am 11. August 1791 wurde ein Waffenstillstandsabkommen geschlossen, dem der Frieden von Jassy folgte.
Man befahl Katsonis, die Kampfhandlungen einzustellen. Doch Katsonis weigerte sich und sammelte seine Schiffe bei Porto Kagio am Kap Tainaron. Dort griff ihn ein osmanisch-französischer Flottenverband an und schlug ihn vernichtend. Katsonis konnte fliehen und ging mit einigen Getreuen nach Russland, wo er sich in Liwadija auf der Halbinsel Krim niederließ.